# 西義之
西 義之（にし よしゆき、1976年〈昭和51年〉12月27日 - ）は、日本の漫画家。男性。
東京都八王子市出身。多摩美術大学美術学部デザイン科染織デザイン専攻卒業。

## 人物
2000年、多摩美術大学美術学部デザイン科染織デザイン専攻卒業。美術系予備校の立川美術学院の元講師。
小畑健、村田雄介のアシスタントを経験後、2004年から『週刊少年ジャンプ』にて「ムヒョとロージーの魔法律相談事務所」を連載、2008年14号にて終了。SFやファンタジー、その他少女漫画などの影響も受けている。
秋本治の30周年を祝う『超こち亀』の質問コーナーにて、秋本治の「一番仲の良い漫画家」にその名前を挙げられている。筆が早く、乙女チックな物も好き。趣味はダーツと舞台鑑賞。
2020年から主に成年漫画を執筆、発表している。本人曰く「元々描きたかったが、週刊少年ジャンプでの連載デビューが予想よりも早く決まり、描くタイミングがなかった」とのことで、元々成年漫画の執筆に興味、意欲はあった。なお、成年漫画家に転向した現在の方がジャンプ連載作家としての全盛期(「ムヒョとロージー」の人気絶頂期)より収入が多いそうで、2024年頃に一軒家を購入した。

## 来歴
1999年、ヨコハマイラストコンペ入選。後述の「多摩火薬」メンバーとして漫画家デビュー。
2000年、フェルト作品の『森の歴史』で『第7回東京デザインセンター』新人賞銅賞受賞。五美大展、大満月展などに出展。『LOVE THE MATERIAL』にフェルト作品で出品。
2002年、『羊の冒険漫画（フェルト作品）』で「点線」出品。「意向する繊維」出品。
2004年、読み切り「ムヒョとロージーの魔法律相談事務所」を西義之に改名『赤マルジャンプ』2004 SPRING掲載。同名の読切を金未来杯出品作として『週刊少年ジャンプ』2004年37・38合併号掲載。これらを元とした「ムヒョとロージーの魔法律相談事務所」を『週刊少年ジャンプ』2004年53号から連載開始。
2008年、『週刊少年ジャンプ』2008年14号にて「ムヒョとロージーの魔法律相談事務所」連載終了。『赤マルジャンプ』2008年春号に「秘蜜のヤミー」、『ジャンプスクエア』7月号に「四谷先生の大冒険」掲載。『週刊少年ジャンプ』2009年3号より『ぼっけさん』を連載開始、同年22・23合併号にて終了。
2010年、読み切り「魔境旅行師グラム」を『週刊少年ジャンプ』2010年（平成22年）28号にて掲載。
2013年、「HACHI -東京23宮- 」を『週刊少年ジャンプ』2013年42号にて連載開始。
2014年、『週刊少年ジャンプ』2014年12号にて「HACHI -東京23宮- 」連載終了。「魔物鑑定士バビロ」を『少年ジャンプNEXT!!』2014 vol.3より連載開始、同年vol.6にて終了。この打ち切りから「売れる漫画を描かなければいけない」というスランプに陥り真っ暗な状況となる。しかし「バビロ」宣伝のために始めたTwitterで反響があったことにより、2015年10月に書店委託のみで同人誌を発行。当初は同人活動に躊躇もあったが、「バビロ」の続きを書きたい一念が後押しになった。以降サークル名『ナイーブタ』として同人作品を発表。
2016年、「エルフ湯つからば」を『月刊モーニングtwo』6月号から不定期連載開始。「ライカンスロープ冒険保険」を『週刊ヤングジャンプ』2016年48号から連載開始。
2018年、「ムヒョとロージーの魔法律相談事務所」のアニメ化が発表され8月より放送開始。これに先立って続編である「ムヒョとロージーの魔法律相談事務所 魔属魔具師編」を『少年ジャンプ+』2018年3月19日配信分から連載開始。
2019年、『少年ジャンプ+』2019年3月7日配信分にて「ムヒョとロージーの魔法律相談事務所 魔属魔具師編」連載終了。
2020年、初の18禁作品となる「魔女は結局その客と」を同人誌として発刊。
2023年、「魔女は結局その客と」が、ピンクパイナップルよりアニメ化。

## 作品リスト
漫画
- ムヒョとロージーの魔法律相談事務所[16][17]
  - 読み切り（『赤マルジャンプ』2004年春号）- 単行本18巻に収録[6]。
  - 読み切り（『週刊少年ジャンプ』2004年37・38合併号）- 金未来杯出品作。単行本1巻に収録[7]。
  - 連載（『週刊少年ジャンプ』2004年53号 - 2008年14号、全18巻）
  - 外伝 - 四谷先生の大冒険（読切『ジャンプスクエア』2008年7月号）
  - 続編 - ムヒョとロージーの魔法律相談事務所 魔属魔具師編（連載配信『少年ジャンプ+』2018年3月19日 - 2019年3月7日、全2巻）[13]
- 秘蜜のヤミー（読切『赤マルジャンプ』2008年春号）
- ぼっけさん（連載『週刊少年ジャンプ』2009年3号 - 22・23合併号、上下巻）
- 魔境旅行師グラム（読切『週刊少年ジャンプ』2010年28号）
- ペンに恋するインク瓶（連載配信『ジャンプLIVE』、全4話） - エッセイ漫画。
- HACHI -東京23宮- （連載『週刊少年ジャンプ』2013年42号 - 2014年12号、全3巻）[18]
- 魔物鑑定士バビロ（連載『少年ジャンプNEXT!!』2014 vol.3 - vol.6、全1巻）[19]
- 必殺猟師BUNNYさん（読切『少年ジャンプ+』2015年（平成27年）8月17日）[20]
- 摂津と春（読切『ミラクルジャンプ』2016年1月号）
- エルフ湯つからば（不定期連載『月刊モーニングtwo』2016年6月号 - ）[21]
- ライカンスロープ冒険保険（連載『週刊ヤングジャンプ』2016年48号 - 2017年38号、連載配信『となりのヤングジャンプ』2017年9月14日 - ）[10][11]
- 異種族レビュアーズ アニメ化おめでとうまんが（『異種族レビュアーズコミックアンソロジー 〜ダークネス〜』2020年1月9日刊、所収）- 2Pのトリビュート漫画。
- 見えるって大変（『見える子ちゃん 公式アンソロジーコミック』2021年11月22日刊、所収）

同人作品
- 魔女は結局その客と(2020年、ナイーブタ)シリーズ3編
- くのいちは弟子とお忍びで(2020年、ナイーブタ)
- 玄関あけたら2分で奥さん(2021年、ナイーブタ)
- 迷宮配信者スライム豆腐は迷宮でむちゃくちゃにされたい。（2021年、ナイーブタ）
- エロいエルフにご用心(2022年、ナイーブタ)
- 魔術師パパ活中（2023年、ナイーブタ）
- 魔術師パパ活中2（2023年、ナイーブタ）
- メスガ○使い魔ちゃん発育中！（2024年、ナイーブタ）

その他
- ムヒョとロージーの魔法律相談事務所 七色の魔声（原作・イラスト『JUMP j BOOKS』2007年）[22]
- ムヒョとロージーの魔法律相談事務所 禁書の守護者（原作・イラスト『JUMP j BOOKS』2007年）[23]
- ムヒョとロージーの魔法律相談事務所 魔法律家たちの休日（原作・イラスト『JUMP j BOOKS』2018年）[24]
- 幸せの島（イラスト『JUMP j BOOKS Webノベル』2013年）[25]。
- あまサドアンソロジー（アンソロジーコミック、2024年）イラスト[26]

## 多摩火薬
多摩火薬は西義之を含めた4人の漫画作家によるユニット。1人が脱退後「多摩火薬。」に改名し、その後解散。

### 来歴
1994年、11月4人組の漫画作家ユニット「多摩火薬」結成。
1998年、『ビッグコミックスピリッツ』のスピリッツ賞奨励賞、桂正和賞、尾田栄一郎賞を受賞する。
1999年、「サバクノオオクジラ」で『第57回手塚賞』準入選。後に『赤マルジャンプ』1999年夏号に掲載され漫画家デビュー。
2001年、ユニット名を「多摩火薬。」に変更。「ARROWS」を『赤マルジャンプ』2001年春号掲載。その後にユニットを解散。

### 作品リスト
- サバクノオオクジラ（『赤マルジャンプ』1999年SUMMER号） -  『第57回手塚賞』準入選作品。多摩火薬のデビュー作。一面の砂地をイルカが泳ぐ世界を舞台に、誰もが伝説だと取り合わない「クジラ」の存在を信じる少年・ルウを主人公としたファンタジー。
- ARROWS（『赤マルジャンプ』2001年SPRING号、31頁） - 触る事によって"物"に宿る記憶を読み取り、それを現世に出現させる「アローズ」という能力を持った骨董士見習いの少年・ロビを主人公としたオカルト系ファンタジー。

## 師匠
- 小畑健[27]
- 村田雄介 - 小畑健のアシスタント仲間でもある[27]。
- ガモウひろし - 1990年代半ばにアシスタントをしていたことがある[28]。

## アシスタント
- 遠藤達哉[29]
- 千田浩之
- 山田金鉄